# 高譚餐館午餐記
《高譚餐館午餐記》是史蒂芬·金所著的短篇小說，最先出現在於1995年出版的精選集《Dark Love》中，1997年在限量版短篇小說集《六個故事》上亦見到此故事，1999年出版的有聲書《血與煙》同時收錄在其中，最後收錄在2002年出版的短篇小說集《史蒂芬金的14張牌》內。2005年，此故事被改編成短片，史蒂芬·金也粉墨登場成為其中一個角色。

## 故事簡介
史帝文放工回家，見到餐桌上放了一封要求離婚的信，他頓時感到十分迷亂。兩日後，史帝文接到了妻子律師的來電，於是也聘請了律師代表自己。四人原相約午膳時間見面，不過史帝文的律師臨時有事失約，史帝文只後好獨自上陣。在餐廳中，領班突然發瘋，斬死了對方的律師，並追殺史帝文及太太，史帝文領著太太逃生。兩人成功逃生，但太太不單沒有感激史帝文，更數算他，史帝文開始出現和領班一樣的發瘋感覺。